# 井上秀雄
井上 秀雄（いのうえ ひでお、1924年（大正13年）12月1日 - 2008年10月7日）は、日本の歴史学者。東北大学名誉教授、樟蔭女子短期大学名誉教授。専門は古代朝鮮史、日朝関係史。

## 経歴
1924年、愛知県生まれ。京都大学文学部に入学し、三品彰英に師事。1950年、京都大学文学部史学科卒業。
1962年より大阪工業大学講師、1963年より同助教授、1973年より同教授。1975年に東北大学文学部へ移り、教授を務め、1988年に定年退官、名誉教授。その後は樟蔭女子短期大学教授として教鞭をとり、1993年~1999年には樟蔭女子短期大学学長を務めた。

## 業績・評価
通説とは異なった多くの問題提起をした。倭を大和朝廷とする通説に対して、朝鮮半島南部にいた人を倭人と呼んだ、などがその一例である（「倭・倭人・倭国」東アジア古代史再検討　第2部参照　人文書院）。
朝鮮半島南部、中国江南・中国東北部・内蒙古に倭人がいたとする「広義の倭人論」の代表的な学者であり、1993年の第2回東アジアシンポジウムで、「倭の居住地は四地方に分散し、中国王朝に順な異民族の呼び名とされていた。『倭』=日本として一律に見ようとしてきたところに問題があるのでなかろうか」と述べている。これに対して沈仁安は、「史料の根拠に欠け、あるいは史料について誤解がある」として、「広義の倭人論」の根拠とする『漢書』地理志の「楽浪海中に倭人有り。分かれて百余国を為す。歳事を以て来り献見すと云ふ」の「楽浪海中」を「辺境地域」と解釈し、「楽浪海中に倭人有り」を「楽浪郡の辺境地域に倭人がいた」とするが、この解釈は全く道理に合わず、文の前後関係では「海中」とは文字通り「海にある」という意味であり、前文では、孔子は道が行われないと嘆き、桴に乗り、渡海して九夷へ行こうとする。後文では「楽浪海中に倭人有り」となるが、前後関係は相呼応しており、孔子が行こうとした九夷が楽浪海中にある倭人のところを暗示している、と指摘している。沈仁安は、「広義の倭人論」を「倭・倭人とは古代日本の古代日本人に対する特定の呼称」「同一人物が成人後再び幼児期の名前を使用しないで、別の寓意のある奥深い名前をつけるのと同じ」「『山海経』以後から中国古籍の中の倭・倭人は終始一貫して古代の日本と古代日本人を指し、倭・倭人の命名は、古代中国人の古代日本人の修正に対する認識」とした。
朝鮮古代史を『日本書紀』から論じるのではなく、根拠とした文書が全く現存していない『三国史記』や中国の関連古典から論じ、それに比して『日本書紀』などの朝鮮関連記述を批判的に解釈するという偏った研究手法との批判がある。例えば、岡田英弘は、「戦後になっても、日韓関係を論じる日本人の学者たちは、かならず、『三国史記』の倭人のことを問題にし、それを根拠として、倭国のほうの事情を推定する、というようなことをいっしょうけんめいやっている。たとえば井上秀雄の『任那日本府と倭』だ。しかし、そういう、倭人の活動が書かれている部分は、みな、ずっと後世になって創りだされた、架空の新羅王たちの時代なんだから、これはぜんぜんむだな作業だ」と評している。

## 著書
- 『古代朝鮮』日本放送出版協会＜NHKブックス＞ 1972/講談社学術文庫 2004
- 『任那日本府と倭』東出版 1973
- 『新羅史基礎研究』東出版 1974
- 『古代朝鮮史序説 王者と宗教』東出版寧楽社 1978
- 『変動期の東アジアと日本 遣隋使から日本国の成立』日本書籍 1983
- 『古代日本人の外国観』学生社 1991
- 『倭・倭人・倭国 東アジア古代史再検討』人文書院 1991
- 『実証古代朝鮮』日本放送出版協会＜NHKブックス＞1992
- 『古代東アジアの文化交流』渓水社 1993

## 共編著
- 『日本と朝鮮の二千年 1 神話時代~近世』（上田正昭共編）大平出版社 1969
- 『日朝関係史 セミナー 第1』編著 桜楓社 1969
- 『日本文化のふるさと』編著 桜楓社 1969 現代の教養
- 『セミナー日本と朝鮮の歴史』長正統・秋定嘉和共編著 東出版 1972
- 『古代日本と朝鮮の基本問題』（旗田巍共編）学生社 1974
- 『古代朝鮮の基本問題』（旗田巍共編）学生社 1974
- 『古代の朝鮮』旗田巍共編 学生社 1974
- 『古代の日本と朝鮮』上田正昭共編 学生社 1974
- 『古代日本文化の故郷 韓国の遺跡を訪ねて』編 大和出版 1979
- 『好太王碑探訪記』（寺田隆信共編）日本放送出版協会 1985
- 『古代の日本と韓国 1』（共著）学生社 1988
- 『古代の日本と韓国 13 韓国から見た古代日本』（共著）学生社 1990
- 『韓国の歴史散歩』＜アジア歴史散歩シリーズ＞（共著）山川出版社 1991
- 『韓国、朝鮮を知るための55章』（鄭早苗共著）明石書店 1992

### 翻訳
- 『東アジア民族史 正史東夷伝』全2巻 共訳注、平凡社東洋文庫 1974-76、ワイド版2007
- 金富軾『三国史記』全4巻 訳注、平凡社東洋文庫 1980-88、ワイド版2006
- 国史編纂委員会・1種図書研究開発委員会『韓国 その人々の歴史』鄭早苗共訳 帝国書院「全訳世界の歴史教科書シリーズ」1983